# Rue du Champ-de-Mars (Paris)
Pour les articles homonymes, voir Rue du Champ-de-Mars.
La rue du Champ-de-Mars est une voie du 7e arrondissement de Paris, en France.

## Situation et accès
La rue du Champ-de-Mars est une voie publique située dans le 7e arrondissement de Paris. Elle débute au 18, rue Duvivier et se termine au 91, avenue de La Bourdonnais.
Le quartier est desservi par la ligne 8 à la station École Militaire.

## Origine du nom
Elle porte ce nom en raison du voisinage du Champ-de-Mars.

## Historique
La section située entre la rue Cler et l'avenue de La Bourdonnais est ouverte sous sa dénomination actuelle par un décret du 13 février 1852.
Prolongée entre les rues Duvivier et Cler, cette partie est classée dans la voirie de Paris par un arrêté du 9 juin 1931.

## Bâtiments remarquables et lieux de mémoire

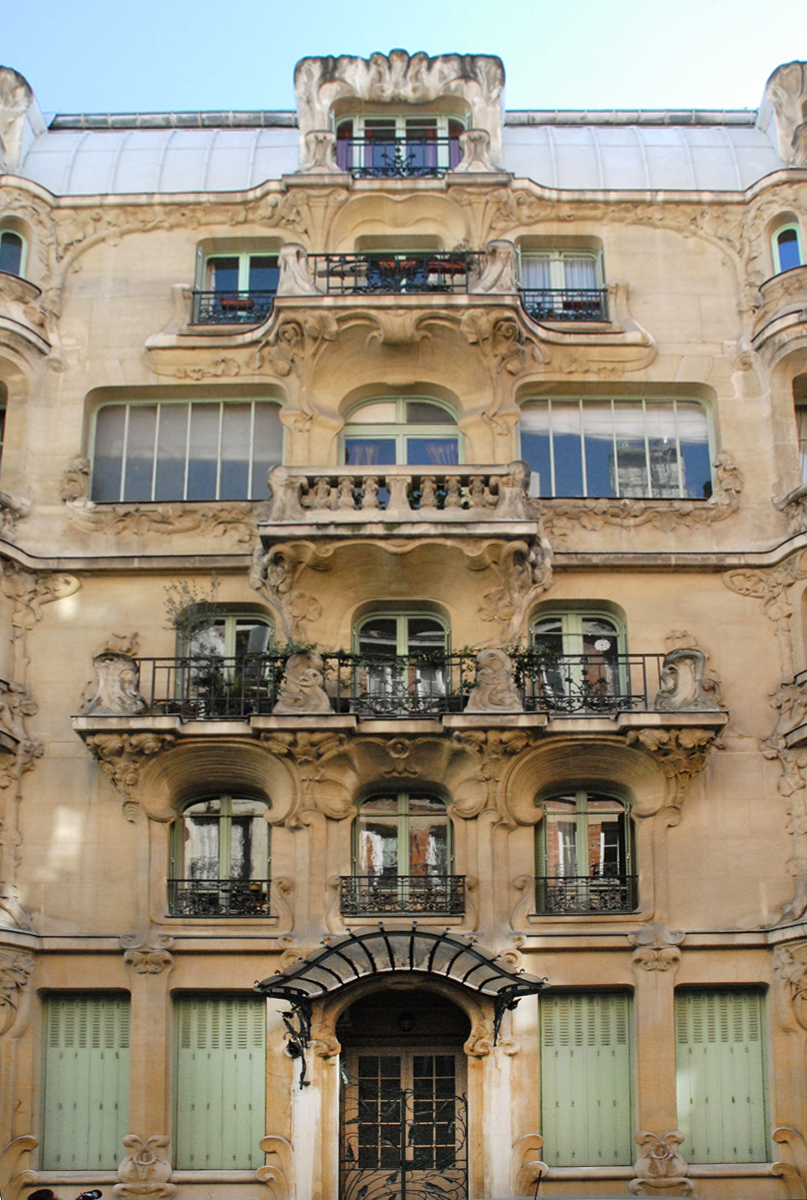
No 33 : immeuble Les Arums.

- No 24 : immeuble où vécut l'écrivain François Le Lionnais de 1935 à 1952 (5e étage)[1].
- No 33 : immeuble Les Arums de style Art nouveau, construit par Octave Raquin, primé en 1902 au concours de façades[2].